# Waleri Fjodorowitsch Bykowski
Waleri Fjodorowitsch Bykowski (russisch Валерий Фёдорович Быковский, wiss. Transliteration Valerij Fëdorovič Bykovskij; * 2. August 1934 in Pawlowski Possad bei Moskau; † 27. März 2019 in Leonicha Ortsteil von Lossino-Petrowski bei Moskau) war ein sowjetischer Kosmonaut.

## Ausbildung
Nach Abschluss seiner Schulbildung 1951 studierte Bykowski an der Katschinsker Höheren Militärfliegerschule der sowjetischen Luftstreitkräfte, die er 1955 abschloss. Anschließend diente er als Kampfpilot.
1968 absolvierte er die Ingenieur-Fakultät der Militärakademie für Ingenieure der Luftstreitkräfte „Prof. N. J. Schukowski“ mit der Qualifikation als Flieger-Kosmonaut-Ingenieur. 1973 verteidigte er seine Dissertation auf dem Gebiet der autonomen kosmischen Navigation als Kandidat der technischen Wissenschaften.

## Raumfahrertätigkeit

### Wostok
Bykowski wurde 1960 in die erste sowjetische Kosmonautengruppe berufen, die aus 20 Kampfpiloten der Luftstreitkräfte bestand.
Bykowski gehörte zunächst nicht zu den sechs Kosmonauten, die ab Juni 1960 speziell für das Wostok-Raumschiff ausgebildet wurden. Als sich Walentin Warlamow am 24. Juli 1960 an der Halswirbelsäule verletzte, rückte Bykowski auf einen Platz unter den sechs für die ersten Flüge vorgesehenen Kosmonauten nach.
Waleri Bykowski war für den Flug von Wostok 3 im August 1962 als Ersatz für Andrijan Nikolajew vorgesehen. Er kam nicht zum Einsatz, war damit jedoch ein starker Kandidat für den nächsten Raumflug von Wostok 5. Missionsziel war ein Gruppenflug zusammen mit Wostok 6, das von einer Frau gesteuert werden sollte. Mit einer Flugdauer von etwa acht Tagen sollte ein Dauerrekord aufgestellt werden. Mitte Mai 1963 wurde Bykowski als Pilot von Wostok 5 bestätigt. Als Rufzeichen wählte er ястреб (jastreb; dt. Habicht).

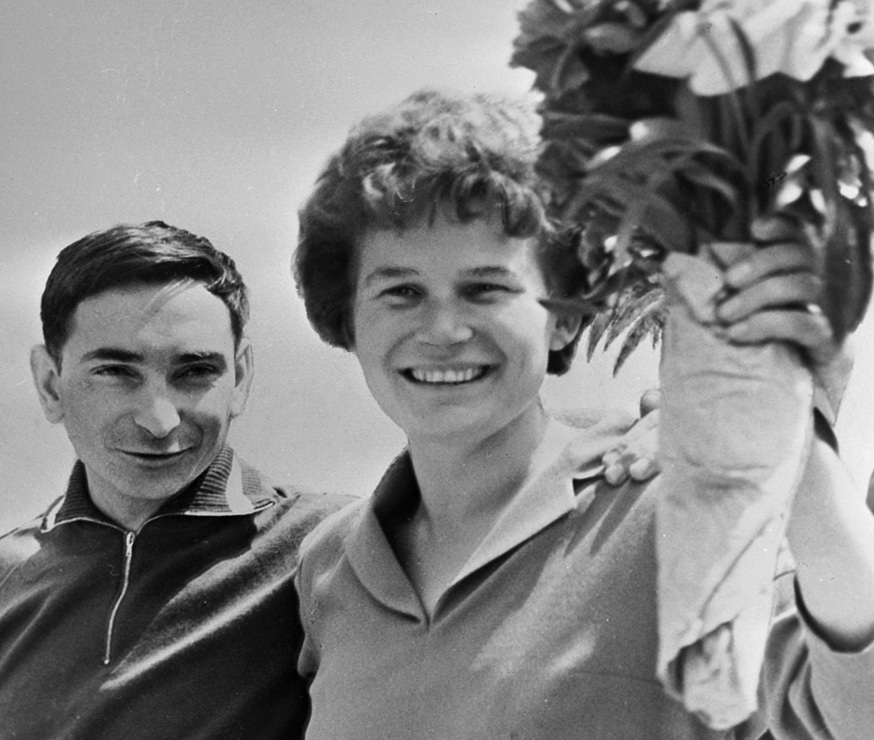
Waleri Bykowski und Walentina Tereschkowa, 1963

Der Start von Wostok 5 erfolgte am 14. Juni 1963, das Raumschiff erreichte aber nicht die vorgesehene Umlaufbahn, sondern umkreiste die Erde in geringerer Höhe. Dadurch musste die geplante achttägige Mission verkürzt werden. Zwei Tage später startete Wostok 6 mit Walentina Tereschkowa (Rufzeichen Чайка (Tschaika – Möwe)). Die beiden Raumschiffe näherten sich bis auf eine Entfernung von fünf Kilometern. Nach weniger als fünf Tagen landete Bykowski in der Kasachischen Steppe in der Kasachischen Sowjetrepublik. Er hielt damit den Rekord für den damaligen längsten Alleinflug im Weltraum.
In der Zeit nach seiner Landung hielt Bykowski Vorträge im In- und Ausland. Er stand dabei propagandistisch stets im Schatten von Walentina Tereschkowa. Seine Vortragsreisen führten ihn u. a. in ost- und westeuropäische Staaten, nach Mexiko und in asiatische Länder.

### Das Mondlandeprogramm
Nachdem das Wostokprogramm abgeschlossen war, liefen zwei Programme parallel: das Woschodprogramm, das mit modifizierten Wostok-Raumschiffen spektakuläre Erstleistungen vollbrachte, und das Sojusprogramm, das als Fernziel eine bemannte Mondlandung hatte.
Bykowski wurde im Januar 1964 mit 15 weiteren Kosmonauten dem Sojusprogramm zugeordnet, kam aber dennoch zeitweise als Kommandant von Woschod 1 infrage.
Ab Herbst 1965 befand sich Bykowski in der Ausbildung für einen der beiden ersten Sojus-Flüge. Die Zuständigkeiten für die Mannschaftszuweisungen waren stets ein Streitpunkt zwischen dem Leiter der Kosmonautenausbildung Nikolai Kamanin und Sergei Koroljow, dem Leiter des Konstruktionsbüros, und später dessen Nachfolger, Wassili Mischin.
Im November 1966 wurde Bykowski als Kommandant von Sojus 2 nominiert. Bei diesem Flug sollten erstmals bemannte Raumschiffe aneinander ankoppeln; außerdem sollte ein Transfer von zwei Kosmonauten zu Sojus 1 stattfinden.
Im Dezember 1966 wurden konkrete Pläne für das Mondprogramm gemacht, wonach Bykowski als einer von drei Kandidaten als Kommandant für die erste Mondumrundung benannt wurde.

### Abgesagter Flug von Sojus 2A
Der Start von Sojus 1 mit Wladimir Komarow an Bord erfolgte am 23. April 1967. Bykowski sollte zusammen mit Jewgeni Chrunow und Alexej Jelissejew am Tag danach mit Sojus 2A folgen und als passives Ziel eines Rendezvous sowie der ersten manuellen Kopplung zweier bemannter Raumschiffe dienen. Dabei war der Umstieg von Chrunow und Jelissejew durch den offenen Raum geplant. Beide Raumschiffe sollten vier Tage in der Umlaufbahn bleiben. Bei Sojus 1 traten jedoch bereits kurz nach dem Erreichen des Orbits schwerwiegende Probleme der Bordenergieversorgung und des Lageregelungssystems auf, womit eine Kopplung unmöglich wurde. Daraufhin wurde der Start von Sojus 2A abgesagt.
Bei der Landung von Sojus 1 versagte der Hauptfallschirm aufgrund von Konstruktions- und Fertigungsmängeln (Verleimungsreste im Auszugskanal). Die Rückkehrkapsel schlug mit ca. 40 m/s auf dem Boden auf, wobei Komarow getötet wurde. Erst bei der folgenden Untersuchung des Fallschirmsystems von Sojus 2A wurden die für das Unglück ursächlichen Mängel entdeckt. Eine sichere Landung mit dem Reserveschirm wäre bei beiden Raumschiffen nur ohne vorherige Aktivierung des Hauptsystems möglich gewesen.

### Das Mondprogramm
Während Chrunow und Jelissejew weiter für ihren Ausstieg in der Erdumlaufbahn trainierten, bereitete sich Bykowski auf die kommenden Mondflüge vor. Nach dem Absturz von Sojus 1 verzögerten sich die notwendigen Konstruktionsänderungen, sodass erst im Oktober 1968 der nächste bemannte Sojusflug stattfand. Bykowski konnte sich gute Chancen ausrechnen, zusammen mit Nikolai Rukawischnikow den ersten Mondflug durchzuführen.
Nach den erfolgreichen amerikanischen Flügen von Apollo 8, Apollo 9, Apollo 10 und Apollo 11 wurde das sowjetische bemannte Mondprogramm abgesagt.
Die Sowjetunion konzentrierte sich auf Langzeitmissionen von Raumstationen in der Erdumlaufbahn. Bykowski war nun als Kommandant einer Besatzung vorgesehen, die voraussichtlich mit Sojus 14 an Saljut 1 ankoppeln sollte. Nach dem Unglück von Sojus 11 im Juni 1971 gab es jedoch weitere Verzögerungen im Programm.
Saljut 1 kam im Oktober 1971 geplant zum Absturz, drei weitere Raumstationen explodierten kurz nach dem Start oder konnten nicht stabilisiert werden. Waleri Bykowski kam nicht zum Einsatz.

### Sojus 22

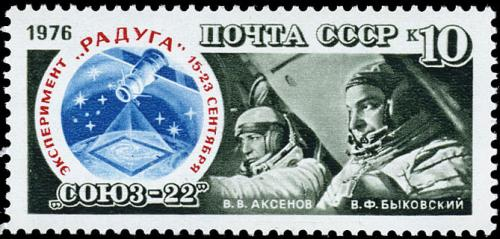
Sowjetische Briefmarke zu Sojus 22 mit Darstellung der Erdbeobachtung mittels MKF 6

Zu seinem zweiten Weltraumflug kam Bykowski erst am 15. September 1976, als er zusammen mit Wladimir Axjonow im Raumschiff Sojus 22 startete. Dies war eine eher unübliche Mission, weil das Raumschiff nicht an die Raumstation Saljut 5 koppelte, sondern mit einer ungewöhnlich hohen Inklination und kurzen Umlaufdauer die Erde umkreiste. Hierbei sollte vor allem die Multispektralkamera MKF 6 erprobt und damit das Gebiet der DDR fotografisch erfasst werden.

### Sojus 31

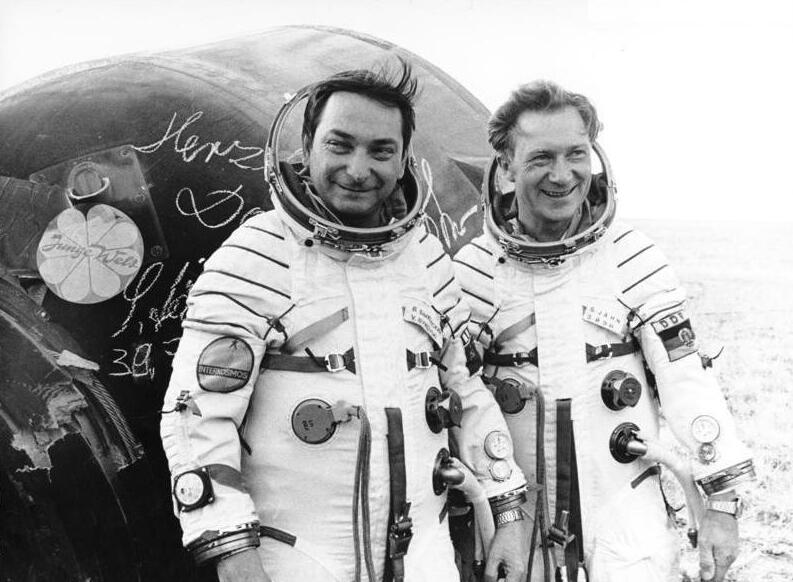
Bykowski (l.) und Sigmund Jähn vor Sojus 29

Seinen dritten Flug führte Bykowski im Rahmen des Interkosmos-Programms durch, das Piloten aus befreundeten Nationen die Gelegenheit gab, an Bord der sowjetischen Raumschiffe mitzufliegen.
Am 26. August 1978 startete er zusammen mit dem DDR-Kosmonauten Sigmund Jähn in Sojus 31 zur Raumstation Saljut 6, wo sie die Stammbesatzung Wladimir Kowaljonok und Alexander Iwantschenkow besuchten. Nach einer Woche Aufenthalt im erdnahen Raum kehrten Bykowski und Jähn mit Sojus 29 zur Erde zurück. Dabei wurden ihre ergonomisch angepassten Sitze von Sojus 31 in die Rückkehrkapsel von Sojus 29 umgelagert.
Im Jahr 1980 war Bykowski Ersatzmann für Wiktor Gorbatko als Kommandant von Sojus 37. Bei diesem Interkosmos-Flug zu Saljut 6 war mit Phạm Tuân zum ersten Mal ein Kosmonaut aus Vietnam im Weltraum.

### Abschied als Kosmonaut
Bykowski schied am 26. Januar 1982 aus der Kosmonautengruppe aus. An diesem Tag verließen auch Pawel Popowitsch, Andrijan Nikolajew und Alexej Leonow den Dienst als Kosmonaut, sodass von den ursprünglich 20 Mitgliedern der ersten Gruppe nur noch Wiktor Gorbatko und Boris Wolynow aktiv waren.
Bis 1988 arbeitete er als Testingenieur, danach wurde Bykowski Direktor des Hauses der sowjetischen Wissenschaften und Kultur in Berlin. Seit 1990 war er im Ruhestand.
Bykowski war Träger des Ordens des Roten Sterns, des Leninordens, des Ordens der Roten Banners der Arbeit, des Karl-Marx-Ordens sowie der Ehrentitel Held der Sowjetunion und Held der DDR.
Weitere ausländische Auszeichnungen waren: Held der sozialistischen Arbeit der Volksrepublik Bulgarien, Orden Georgi Dimitroff, Held der Arbeit der sozialistischen Republik Vietnam, Orden des Grunwald-Kreuzes der Volksrepublik Polen
Er war mit Walentina Suchowa verheiratet. Ihr älterer Sohn starb 1986 bei einem Flugzeugunglück.

## Ehrung
1978 verliehen Magistrat und Stadtverordnetenversammlung von Ost-Berlin ihm und Sigmund Jähn kurz nach deren Rückkehr aus dem All die Ehrenbürgerwürde von Ost-Berlin. Bei der Vereinigung der Ost- und West-Berliner Ehrenbürgerlisten werden sie wegen der „großen nationalen und internationalen Anerkennung“ ihrer wissenschaftlichen Leistungen übernommen.